# 서마라 조이
서마라 조이(Samara Joy, 1999년 11월 11일 ~ )는 미국의 재즈 가수이다. 제65회 그래미상(2023년) 올해의 신인상 수상자이다.

## 음반 목록
- Samara Joy (2021)
- Linger Awhile (2022)